# Miquel-Lluís Muntané
Miquel-Lluís Muntané (Barcellona, 19 settembre 1956) è uno scrittore, sociologo e giornalista spagnolo, autore di un'opera letteraria, estesa, in lingua catalana, che comprende narrativa, poesia, saggi, teatro e storie per l'infanzia.

## Biografia
Tra il 1980 e il 1992 è stato direttore della rivista letteraria Saba Poètica. Fu il traduttore in catalano del Corriere dell’UNESCO e ha tradotto in catalano alcuni autori francese come Pascal Quignard e Cyril Collard. Collabora regolarmente ai media su temi di letteratura e arte, ed è stato professionalmente nel mondo dell'editoria, la gestione culturale e insegnamento come professore presso l'Istituto di Scienze dell'Educazione dell'Università di Barcellona. È dirigente di fondazioni e istituzioni culturali e nel 2007 riceve il “Premi Climent Mur” per il suo impegno nel campo delle associazioni culturali.
Dalla sua opera poetica, la critica ne ha sottolineato la capacità di riflessione sulla condizione umana, a partire da un’accurata osservazione dei particolari. C’è anche da aggiunge la sua approfondita conoscenza della lingua nonché delle figure letterarie. Queste sue capacità lo rendono senz’altro una delle voci più suggerenti della sua generazione.

## Opere letterarie
- L'esperança del jonc (poesia, 1980)
- Crònica d'hores petites (racconti, 1981)
- Llegat de coratge (poesia, 1983)
- A influx del perigeu (poesia, 1985)
- De portes endins (teatro, 1987)
- Antoni Coll i Cruells, el valor d'una tasca (biografia, 1987)
- L'espai de la paraula (selezione di articoli, 1990)
- Actituds individuals per la pau (saggi, 1991)
- La penúltima illa (teatro, 1992)
- L'altra distància (poesia, 1994)
- Millor actriu secundària (romanzo, 1997)
- El foc i la frontera (poesia, 1997)
- UNESCO, història d'un somni (saggi, 2000)
- Madrigal (racconti, 2001)
- Migdia a l'obrador (poesia, 2003)
- La fi dels dies llargs (romanzo, 2005)
- La seducció dels rius (diario, 2006)
- Cultura i societat a la Barcelona del segle XVII (saggi, 2007)
- Encetar la poma. Escrits sobre cultura (selezione di articoli, 2008)
- El tomb de les batalles (poesia, 2009)
- La hiedra obstinada (poesia, 2010) (traduzione di "L'altra distància" e "Migdia a l'obrador" a cura di J.A. Arcediano e A. García-Lorente)
- Hores tangents (poesia, 2012)
- De sèver i de quars. Apunts memorialístics 1981-1999 (memorie, 2015)
- Qualitats de la fusta (poesia, 2016)
- El moviment coral dins el teixit social català (saggi, 2016)
- Frontisses. Mirades a una primavera (diario, 2018)
- Miquel Pujadó, el bard incombustible (biografia, 2019)
- Diu que diuen... (racconti per bambini, 2019)
- Horas tangentes (poesia, 2020) (traduzione)
- Passatges (poesia, 2020)

## Collegamenti
- Pagina dell'autore
- Qui és Qui (Institució de les Lletres Catalanes)
- Miquel-Lluís Muntané in "Traces"
- Poetas siglo veintiuno
- Más que gotas de tinta